# 贡纳尔·赫克特
贡纳尔·赫克特（瑞典語：Gunnar Höckert，1910年2月12日—1940年2月11日），芬兰男子田径运动员，主攻长跑。他曾代表芬兰参加1936年夏季奥林匹克运动会田径比赛，获得男子5000米金牌。